# Стись Вінсент
Вінсент Стись(пол. Wincenty Styś; 30 липня 1903 — 21 квітня 1960) — видатний дослідник соціально-економічних проблем сільського господарства, адвокат, професор Вроцлавського університету.
Народився 30 липня 1903 року в бідній родині. Він походив з тієї частини селянства, яке під впливом соціально-освітніх зрушень прагнуло так виховувати своїх дітей, щоб забезпечити їм більш сприятливі умови життя, порівняно з тими, які були у них. Школа також зміцнила його амбіції в досягненні своїх цілей, сформувала його ставлення до життєвих цінностей, і це в подальшому допомогло йому, незважаючи на важкі матеріальні умови, закінчити юридичний факультет Львівського університету.
Після війни, до 1953 року був завідувачем кафедри економіки факультету права Університету Вроцлава, співзасновник і викладач у Вищій школі економіки. В 1953 році він переїхав з політичних причин на факультет філософії та історії Вроцлава.
Погляди на роль держави в економіці були ядром його політичної концепції і невід'ємною частиною соціально-економічної доктрини. Він стверджував, що люди часто зловживають сферою своєї свободи і роблять на шкоду іншим, що призводить до різниці у комунальній власності. Завдання держави полягає у відновленні соціальної системи шляхом забезпечення рівного доступу до власності та усунення диспропорцій у розподілі суспільного доходу.
Він помер 21 квітня 1960, коли йому було 57 років. Був похований на кладовищі Санкт Лоуренс у Вроцлаві.